# Scalenodon
Scalenodon è un genere estinto di terapsidi, appartenente ai cinodonti. Visse nel Triassico medio (Anisico - Ladinico, circa 245 - 235 milioni di anni fa) e i suoi resti fossili sono stati ritrovati in Africa, Sudamerica e (forse) in Russia.

## Descrizione
Questo animale era lungo circa un metro e doveva avere un corpo piuttosto robusto. Il cranio era largo e massiccio, soprattutto per quanto riguarda la regione posteriore dove erano presenti ampie finestre temporali. Scalenodon era caratterizzato da denti postcanini (presenti in numero di 11, sia sulla mascella che sulla mandibola) dalla sezione ovale e, nella mascella, dotati di tre cuspidi: la cuspide linguale e quella centrale erano vicine e separate dalla cuspide labiale per un solco profondo dal margine laterale verticale. La cuspide labiale era inoltre dotata di un corrugamento crenulato sul margine antero-laterale. Nella mandibola, i denti postcanini erano rettangolari o squadrati, con due sole cuspidi (linguale e labiale), un cingulum anteriore e un talonide posteriore dotato di molteplici tubercoli. Erano presenti sia il forame rotondo che quello ovale per il nervo trigemino, come nei mammiferi.

## Classificazione
Scalenodon è un rappresentante dei traversodontidi, un gruppo di cinodonti derivati, di abitudini erbivore e di mole generalmente abbastanza cospicua.
I primi fossili di questo animale vennero trovati nei cosiddetti "Manda Beds" in Tanzania e vennero descritti nel 1946 da Parrington, il quale ritenne che appartenessero a una nuova specie del genere Trirachodon (Trirachodon angustifrons). Nel 1955 Crompton ascrisse questa specie al nuovo genere Scalenodon (S. angustifrons). Nel 1963 un'altra specie della valle di Luangwa in Zambia venne ascritta a questo genere (S. drysdalli), ma venne in seguito posta in un genere a sé stante, Luangwa. Uno studio di Crompton del 1972 istituì altre tre specie della Tanzania (S. attridgei, S. charigi, S. hirschoni), ma un'analisi del 2003 ha indicato che le specie di Scalenodon dell'Africa orientale non apparterrebbero a un solo clade, e quindi non sarebbero riferibili allo stesso genere. Sembra che S. hirschoni fosse più simile a Luangwa e quindi venne classificato nel 2013 in un nuovo genere (Mandagomphodon), mentre S. attridgei e S. charigi (forse sinonimi) sembrerebbero solo distantemente imparentate con Scalenodon. Nel frattempo, resti frammentari provenienti dagli Urali (Oblast di Orenburg, Russia) vennero descritti nel 1973 come S. boreus. Nel 2017, infine, è stata descritta la specie S. ribeiroae, proveniente dal Ladinico del Brasile.